# لیونل لری
لیونل لری (انگلیسی: Lionel Larry؛ زادهٔ ۱۴ سپتامبر ۱۹۸۶) دونده سرعت اهل ایالات متحده آمریکا است که در دو ۴۰۰ متر تخصص دارد. او برای دانشگاه کالیفرنیای جنوبی دوید.
لری در مسابقات جهانی ۲۰۰۹ در دو ۴ در ۴۰۰ متر امدادی به مدال طلا دست یافت.